# Pholidoptera stankoi
Pholidoptera stankoi är en insektsart som beskrevs av Karaman, M.S. 1960. Pholidoptera stankoi ingår i släktet Pholidoptera och familjen vårtbitare. Inga underarter finns listade i Catalogue of Life.